# Jolin Tsai
Jolin Tsai (n. 16 august 1980, New Taipei, Taiwan) este o cântăreață taiwaneză.

## Discografie
- 1019 (1999)
- Don't Stop (2000)
- Show Your Love (2000)
- Lucky Number (2001)
- Magic (2003)
- Castle (2004)
- J-Game (2005)
- Dancing Diva (2006)
- Agent J (2007)
- Butterfly (2009)
- Myself (2010)
- Muse (2012)
- Play (2014)